# Lenguaje de máquina

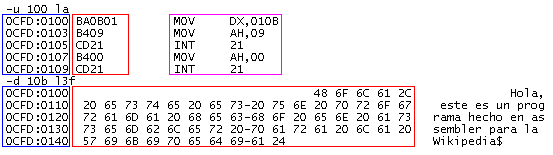
Lenguaje de máquina del Intel 8088. El código de máquina en hexadecimal se en rojo, el equivalente en lenguaje ensamblador en magenta, y las direcciones de memoria donde se encuentra el código, en azul. Abajo se ve un texto en hexadecimal y ASCII.

El lenguaje de máquina o código máquina es el sistema de códigos directamente interpretable por un circuito microprogramable, como el microprocesador de una computadora o el microcontrolador de un autómata. Este lenguaje está compuesto por un conjunto de instrucciones que determinan acciones a ser tomadas por la máquina. Un programa consiste en una cadena de estas instrucciones más un conjunto  cual se trabaja. Estas instrucciones son normalmente ejecutadas en secuencia, con eventuales cambios de flujo causados por el propio programa o eventos externos. El lenguaje de máquina es específico de la arquitectura de la máquina, aunque el conjunto de instrucciones disponibles pueda ser similar entre arquitecturas distintas.
Los circuitos microprogramables son digitales, lo que significa que trabajan con dos únicos niveles de tensión. Dichos niveles, por abstracción, se simbolizan con los números 0 y 1, por eso el lenguaje de máquina solo utiliza dichos signos. Esto permite el empleo de las teorías del álgebra booleana y del sistema binario en el diseño de este tipo de circuitos y en su programación.
Claude Elwood Shannon, en su libro Analysis of Relay and Switching Circuits, y con sus experiencias en redes de conmutación, sentó las bases para la aplicación del álgebra de Boole a las redes de conmutación. Una red de conmutación es un circuito de interruptores eléctricos que al cumplir ciertas combinaciones booleanas con las variables de entrada, define el estado de la salida. Este concepto es el núcleo de las puertas lógicas, las cuales son, por su parte, los ladrillos con que se construyen sistemas lógicos cada vez más complejos. Shannon utilizaba el relé como dispositivo físico de conmutación en sus redes, dado que el relé, a igual que una lámpara eléctrica, posee dos estados: activado (encendido) o (apagado).
El desarrollo tecnológico ha permitido evolucionar desde las redes de relés electromagnéticos a circuitos con tubos de vacío, luego a redes transistorizadas, hasta llegar a los modernos circuitos integrados, en cuya cúspide se encuentran los circuitos microprogramados.
El llamado código máquina consistía en introducir la programación de la máquina mediante unos y ceros. cualquier programa de ordenador debe, finalmente, ser convertido a este código para que un ordenador pueda ejecutar las instrucciones de dicho programa.
Los ordenadores solo leen este tipo de lenguaje, en donde la combinación de números logra convertirse en acciones. Dada su complejidad existen los lenguajes de programación como JavaScript para programar páginas web o C++ para programar videojuegos entre muchos otros.